# Combat Soldier 95

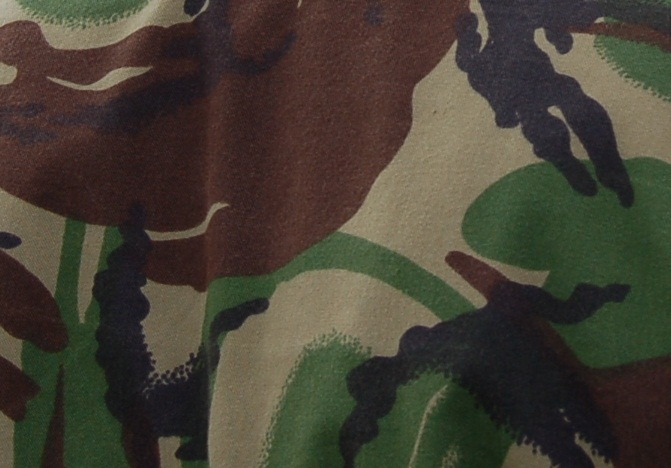
Wzór kamuflażu DPM naniesiony na elementy umundurowania S95

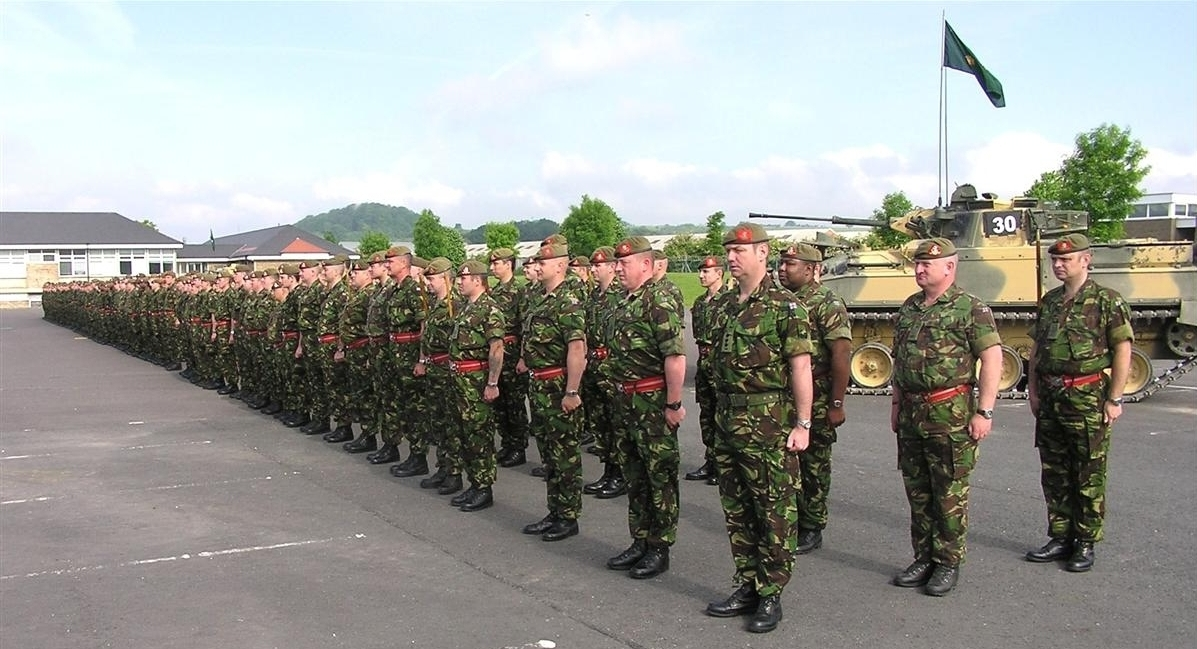
Żołnierze brytyjscy w umundurowaniu Soldier 95

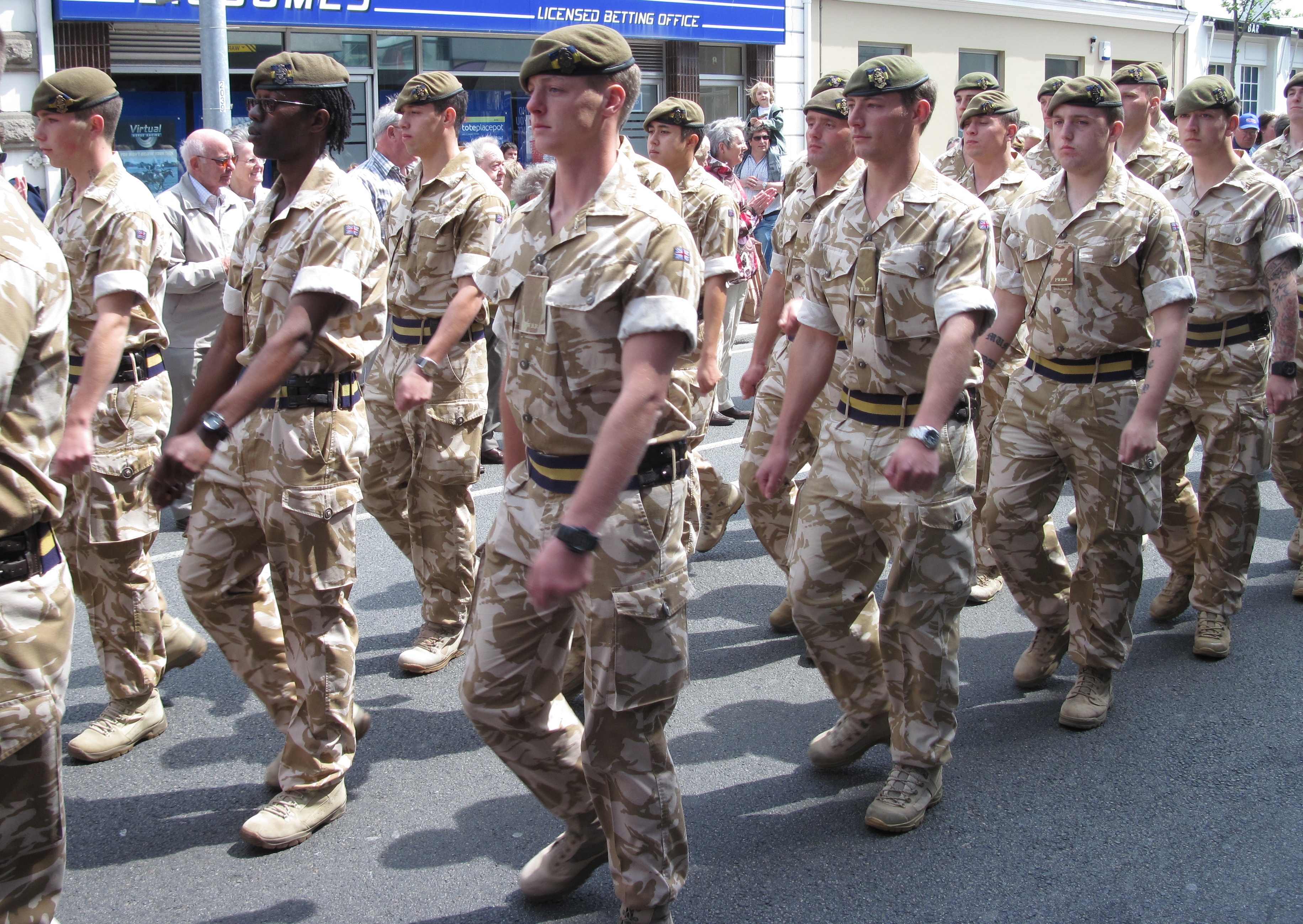
Żołnierze w umundurowaniu w kamuflażu DDPM

Combat Soldier 1995 (CS95) – system brytyjskiego umundurowania polowego w kamuflażu DPM, wprowadzonego w latach 90. Powstały także modernizacje tego systemu: Soldier 2000 i Soldier 2005. Od roku 2011 wypierany przez nowszy system PCS.

## Historia
System Soldier 95 wprowadzono w latach 90. Zastąpił wprowadzone w latach 80. mundury Pattern 85 oraz eksperymentalne Pattern 94. System opiera się na ubieraniu warstwowym, dzięki czemu zapewnia komfort w różnych warunkach atmosferycznych. Przeprowadzono dwie modernizacje systemu: Soldier 2000 (S2000), wprowadzoną w końcu XX wieku, oraz Soldier 2005 (S2005), wprowadzoną w roku 2005. Elementy systemu wykonane są z tkaniny w kamuflażu DPM, ale powstała także niewielka seria elementów w nowszym kamuflażu MTP. System pozostaje w użyciu do dziś (zarówno w wersji S95, jak i nowszych modernizacjach S2000 i S2005), lecz stopniowo jest zastępowany nowszym systemem Personal Clothing System w kamuflażu MTP.

## Elementy systemu Soldier 95
Combat Soldier 95 składa się z:
- nakryć głowy
- bielizny
- munduru polowego: koszuli i spodni
- ocieplacza polarowego
- kurtki
- zestawu goreteksowego
- akcesoriów: m.in. pasa, rękawic i szalokominiarki
- obuwia.

Nakrycia głowy
Do umundurowania S95 nosi się kilka rodzajów nakryć głowy: berety, kapelusze, czapki polowe, czapki zimowe Bob Hat, a podczas prowadzenia działań wojennych – hełmy.
Bielizna
Bieliznę stosowaną w systemie Soldier 95 stanowią: T-shirt, szorty, skarpety oraz koszula, tzw. norwegian shirt.
T-shirt systemu Soldier 95 wykonany był z tkaniny bawełnianej w kolorze oliwkowym. Na początku XXI wieku wprowadzono koszulkę Soldier 2000. Wykonana była ona z tkaniny Coolmax o właściwościach termoaktywnych. Podobnie jak poprzedniczka była koloru zielonego. Ostatni model koszulki wprowadzono w roku 2005. T-shirt Soldier 2005 wykonano również z tkaniny termoaktywnej Coolmax. Od poprzedniczki różni się krojem oraz nowym kolorem – odcieniem brązowego. W ten sposób koszulka pasuje do mundurów w kamuflażach DPM, DDPM oraz MTP.
Norwegian shirt (także Norgie Shirt) jest bluzą z długimi rękawami, przeznaczoną do noszenia pod koszulą munduru (zamiast koszulki) w zimniejsze dni. Wykonana jest z tkaniny frotte w kolorze zielonym. Posiada kołnierz typu golf, zapinany krótkim zamkiem.
Mundur polowy

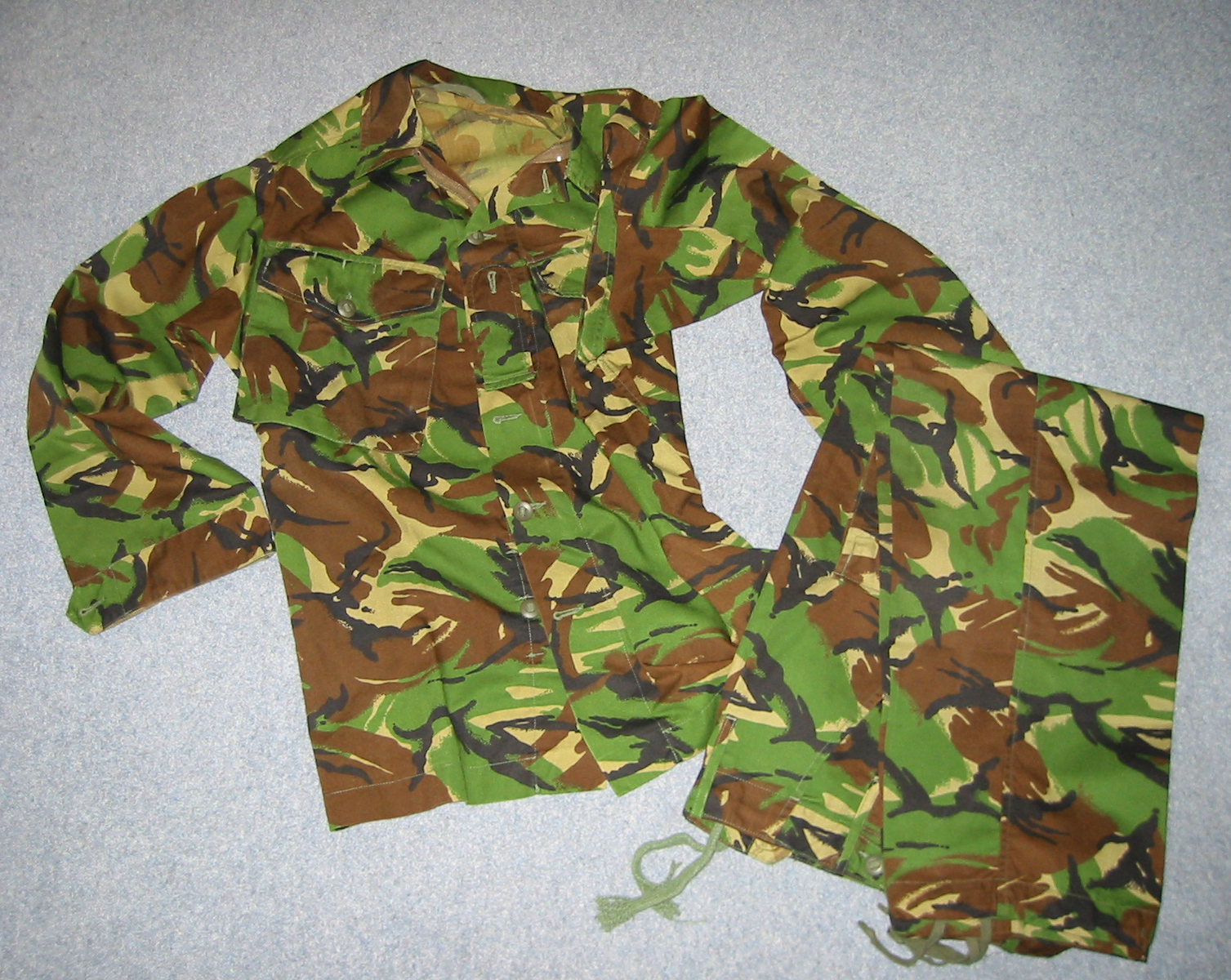
Koszula i spodnie Combat Soldier 95

Mundur polowy składa się z koszulki oraz spodni.
Koszula wykonana jest z tkaniny w kamuflażu DPM lub DDPM. Zapinana jest na zamek błyskawiczny i guziki typu kanadyjskiego, posiada wykładany kołnierz. Koszula ma jedynie dwie kieszenie, umieszczone na klatce piersiowej pod kątem. Oznaczenie stopnia nosi się na patce naszytej centralnie z przodu.
Spodnie S95 o luźnym kroju wykonano z takiej samej tkaniny jak koszulę. Rozporek jest zapinany na zamek błyskawiczny. Spodnie posiadają dwie kieszenie wpuszczane w biodra, dwie kieszenie cargo naszyte z boku nogawek oraz jedną kieszeń umieszczoną z tyłu z prawej strony. Kieszenie zapinane są na guziki typu kanadyjskiego. Regulacja w pasie odbywa się za pomocą ściągnięcia taśm. Nogawki zakończono zielonymi tasiemkami. Na początku XXI wieku wprowadzono wersję spodni S2000 wykonaną z nowszej tkaniny.
Ponadto występują krótkie spodenki w kamuflażu DDPM. Układ kieszeni jest podobny do „długiego” odpowiednika.
Ocieplacz polarowy
Ocieplacz (polar) noszony jest pod kurtką goreteksową oraz smockiem. Zapinany jest na zamek błyskawiczny, posiada dwie kieszenie oraz płaski kołnierz. Pierwsze wersje produkowano z tkaniny polarowej w kamuflażu DPM, późniejsze w kolorze zielonym.
W roku 2005 wprowadzono także polar w zmodernizowanej wersji Soldier 2005. Posiada on inny kształt kołnierza (stójka). Wykonany jest z polaru w kolorze zielonym.
Kurtka

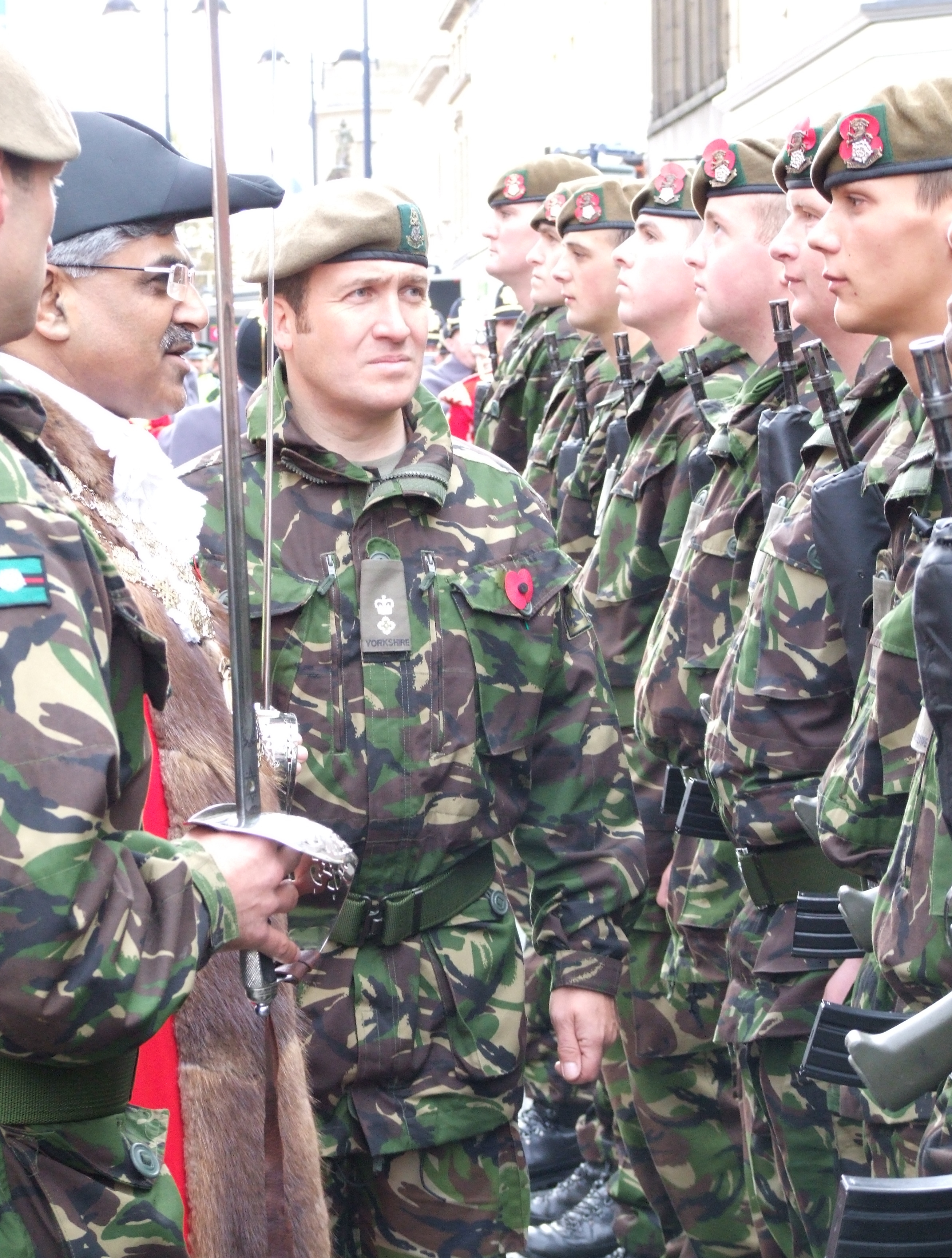
Żołnierze w kurtkach smock

Ważnym elementem systemu S95 jest kurtka. Jest to luźna kurtka z wieloma pojemnymi kieszeniami noszona na klasycznym mundurze polowym. Kurtka ta łączy w sobie cechy ubioru oraz oporządzenia, pozwalając na przenoszenie niezbędnych żołnierzowi przedmiotów przy sobie. Prekursorem kurtek tego typu w armii brytyjskiej był tzw. Denison smock.
Kurtka systemu Soldier 95 wykonana jest z tkaniny w splocie rip-stop i kamuflażu DPM lub DDPM. Posiada on wysoką, sztywną stójkę, z możliwością dopięcia kaptura (za pomocą guzików). Zapinany jest na dwustronny zamek błyskawiczny, kryty listwą z rzepami. Mankiety regulowane za pomocą patki z rzepem. Kurtka posiada sześć kieszeni: dwie umieszczone na klatce piersiowej pod kątem zapinane na guziki kanadyjskie, dwie podobne u dołu kurtki oraz dwie tzw. napoleońskie zapinane na zamki błyskawiczne. Oznakę stopnia nosi się w sposób identyczny jak w wypadku koszuli mundurowej.
Na początku XXI wieku wprowadzono zmodernizowaną wersję S2000. Różnice w stosunku do poprzedniej obejmowały: nowy materiał oraz wprowadzenie nowego, miękkiego kołnierza. Kolejną modernizację wprowadzono w roku 2005. Kurtka S2005 wykonana jest z nowego materiału, o właściwościach wiatroszczelnych (windproof). Ponadto kurtka posiada kaptur przyszyty na stałe (usztywniony drutem) oraz małą kieszonkę na lewym rękawie. Kurtka z kapturem określana jest jako "smock combat windproof".
Zestaw goreteksowy
Zestaw goreteksowy, oznaczony jako „MVP”, wprowadzony wraz z umundurowaniem S95, składał się z kurtki i spodni wykonanych z tkaniny goreteksowej w kamuflażu DPM. Kurtka nie posiadała kieszeni (jedynie przelotkę zapinaną na zamek) ani miejsca na oznakę stopnia. Zapinana była na zamek kryty listwą. Posiadała kaptur wszyty na stałe, z możliwością zrolowania i umieszczenia w kołnierzu.
W roku 2005 wprowadzono nowy wzór kurtki. Posiada ona dwie obszerne kieszenie, zapinane na rzepy, umieszczone na klatce piersiowej, oraz patkę na oznakę stopnia. Nowsze kurtki występują także w kamuflażu DDPM.